# Пятый президентский срок Нурсултана Назарбаева
Пятый и последний президентский срок Нурсултана Назарбаева продолжался с 29 апреля 2015 года по 19 марта 2019 года.

## Переизбрание и инаугурация

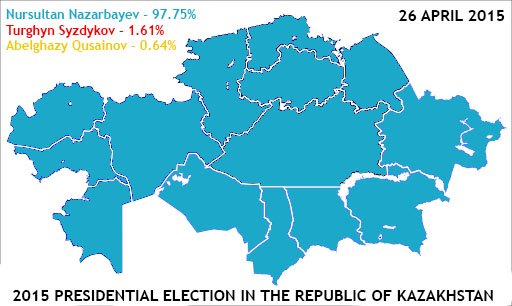
Результаты президентских выборов в Казахстане 2015 года

26 апреля 2015 года в Казахстане состоялись досрочные президентские выборы, на которых Нурсултан Назарбаев был переизбран на пятый срок, ставший последним для него, набрав 97,75 % голосов избирателей. Инаугурация состоялась 29 апреля 2015 года. Чуть позже на своей пресс-конференции он заявил: «Я сказал, что извиняюсь, что для супердемократических государств эти цифры неприемлемы — 95 % участия, более 97 % за меня. Но я ничего не мог сделать. Если бы я вмешался, я был бы недемократичным». Наблюдатели ОБСЕ отметили значительные нарушения во время выборов, включая проблемы с процессом голосования и подсчёта голосов, случаи вброса бюллетеней, отсутствие реальной конкуренции со стороны оппозиции и ограничения свободы слова.

## Газопроводы
Газопровод Бейнеу — Бозой — Шымкент
Газопровод «Сарыарка»

## Astana Club
В 2015 году Фондом Нурсултана Назарбаева была организована международная дискуссионная площадка Astana Club, на которой ежегодно собираются политические деятели, дипломаты и эксперты аналитических центров США, России, Китая, стран Европы, Ближнего Востока и Азии с целью обсуждения глобальных тенденций и поиска решений проблем, оказывающих влияние на весь мир и евразийский регион.

## Земельные протесты
В начале 2016 года было объявлено о планах выставить на аукционы 1,7 миллиона гектаров сельскохозяйственных земель. Это вызвало небольшие протесты по всей стране, где участники выражали обеспокоенность возможной продажей земли иностранным покупателям, особенно из Китая. Назарбаев назвал эти опасения «необоснованными» и заявил, что провокаторы будут выявлены и привлечены к ответственности.

## Теракты
Теракт в Актобе (2016)
Теракт в Алма-Ате

## Поправки к Конституции (2017)
В январе 2017 года Назарбаев инициировал конституционные реформы, нацеленные на увеличение роли парламента в принятии решений. Он охарактеризовал это как «логичный и последовательный шаг в развитии государства». 5 марта 2017 года парламент одобрил ряд изменений в Конституцию, которые предусматривали, что президент больше не имеет права игнорировать парламентские вотумы недоверия, а законодательная власть получила право формировать правительство и определять государственные программы и политику. Эти реформы рассматривались как шаг к обеспечению плавной передачи власти.

## Коррупционное дело Бишимбаева
Казахстанский госдеятель Куандык Бишимбаев занимал посты помощника президента Назарбаева и министра национальной экономики, входил в состав управляющих квазигосударственных фондов и структур; его причисляют к политической элите назарбаевской эпохи.
10 января 2017 года Национальным бюро по противодействию коррупции Бишимбаев был задержан, а 12 арестован постановлением суда, по факту получения взяток в особо крупном размере в группе лиц по сговору. Позже было заявлено, что его подозревают в хищении одного миллиарда тенге — по версии следствия, подозреваемый, будучи главой АО «НУХ Байтерек», организовал преступную схему при строительстве завода листового стекла в Кызылорде. 9 февраля 2018 года президент Назарбаев сообщил, что ему жалко Бишимбаева, поскольку последнего обучали по международной стипендии «Болашак», вкладывали надежду, тратили время и средства.

## Астанинский саммит ШОС (2017)
В Астане в третий раз прошёл 17-й саммит ШОС, 8—9 июня 2017 года, в здании Дворца Независимости. Проведение саммита совпало с предстоящим открытием международной специализированной выставки «ЭКСПО-2017» в Астане. В результате саммита Индия и Пакистан стали полноправными членами организации. До этого именовавшаяся «шанхайской шестёркой» вступила в новый этап своего институционального развития уже как «шанхайская восьмёрка».

## ЭКСПО-2017
В 2017 году в столице страны Астана с участием более 115 стран и 22 международных организаций была проведена Всемирная выставка ЭКСПО-2017, посвящённая теме альтернативной энергетики. Данную выставку посетили более 4 миллионов людей из которых полмиллиона приехали из других стран. После завершения выставки на её месте проведения был открыт Международный финансовый центр «Астана».

## Политика по Каспийскому морю
Конвенция о статусе Каспийского моря

## Отставка
19 марта 2019 года Нурсултан Назарбаев объявил о своей отставке спустя почти 30 лет правления. Он сообщил, что передаёт полномочия Касыму-Жомарту Токаеву, который на тот момент занимал должность председателя Сената парламента Республики Казахстан. Назарбаев также подчеркнул, что это был шаг частью продолжения мирной передаче власти, направленного для обеспечения стабильности в стране. После отставки он сохранил за собой ключевые политические позиции до 2023 года.